# Olga Salcedo de Medina
Olga Salcedo de Medina  (Barranquilla 1915 - Bogotá 1989) Se desempeñó como directora de Extensión Cultural en su ciudad natal. Fue coordinadora de la Organización Nacional Femenina y creadora de la Unión de Mujeres Costeñas que reagrupaba a las mujeres de Bolívar, Chocó, Atlántico, Magdalena y Córdoba. También fue Miembro de la Asamblea Nacional Constituyente de 1957. En tanto que escritora, Olga Salcedo publicó En las penumbras del alma, su primer libro de cuentos en 1946 y en 1953 su novela Se han cerrado los caminos, además de ser colaboradora de El Tiempo y del suplemento “Página Femenina” del diario La Prensa.

## Biografía
En sus inicios como escritora, Olga Salcedo creó un periódico escolar en el cual publicaba bajo varios seudónimos entre ellos, Gloria. Ganó un concurso en el que leyó un texto de su padre, desde ese momento supo que su camino estaría ligado a las letras. Durante la secundaria escribió crónicas, ensayos y breves comedias. Cuando terminó el colegio, realizó un año de literatura, hecho que la preparó para seguir haciéndolo de manera profesional. Para ella “la literatura es una cosa decidida, fundamental, rotunda” (archivo HJCK)

## Premios y reconocimientos
1944:  Concurso abierto Revista Sábado por el cuento: “De la misma carne”

## Obra
Su primera publicación fue un libro con doce cuentos, En las penumbras del alma (1946),  el cual fue bien recibido por la crítica. Para ella el problema social es apasionante: “Son trailers de la vida humana en Barranquilla”. Sin embargo, en palabras de la escritora en una entrevista para la emisora HJCK, “el cuento no lograba realizarme completamente”. Después de esta colección, emprendió la escritura de una novela, en la que de  nuevo trató temas sociales. Según ella, Se han cerrado los caminos(1953) “es una novela audaz, atrevida”. A pesar de considerarse como una mujer de derecha, criticó ciertos aspectos hipócritas de la sociedad de su época. Y sin nombrarse como feminista, estaba llevando una lucha que sigue en nuestros días. Según la investigadora Melissa Téllez “Olga Salcedo respondió en cierta medida a las costumbres de la época. Sin embargo, también es importante considerar que usó una estrategia ya nombrada con anterioridad en este trabajo: la extensión del rol privado a lo público; demostrar que ser ciudadanas no iba en contravía de ser mujer. Una estrategia aguda pero larga y lenta” (49).  La publicación de su novela le valió la crítica por parte del obispo de su ciudad natal, quien la censuró a causa de un tema tratado en su novela: el divorcio. Ella decidió rectificar ciertas ideas por consejo clerical. Posteriormente, su obra se convertiría en radionovela. Algunas personas se manifestaron en contra de esta producción. Sin embargo, se difundió sin censura. La novela tuvo un gran éxito en Barranquilla, tanto así que se vendieron 5.000 ejemplares en veinte días.
En su escritura Olga Salcedo revela un amplio interés por los autores clásicos. En una entrevista realizada por Aníbal Noguera Mendoza para el semanario Sábado en el año 1952 comenta: “mis autores preferidos son aquellos que auscultan los recónditos laberintos humanos. Ante todo Fedor Dostoyevsky, después los demás”. Su libro, En las penumbras del alma (1946), tiene una dedicatoria a Carolina Villa de Vives y a Elsita Roncallo de Rosado. Con una foto de antaño, la escritora saluda al lector con su perfil de tres cuartos y una mirada al vacío. Aunque en blanco negro y prescindiendo de los detalles del lado izquierdo de su rostro, revela una mirada de mujer decidida que gracias a su ímpetu y valentía logró hacer parte de las letras colombianas y, además de la política en una época en la cual eran los hombres quienes dirigían el país. Fue una escritora de su tiempo a quien la religión, el conservadurismo, examinó en su obra temas como la pobreza, el suicidio, la diferencia entre las clases sociales y el amor. 
En las penumbras del alma
El paraninfo hecho por Fernando Baena parece anunciar una obra excelsa y bien cuidada. Él introduce su escritura con una serie de descripciones sobre sus cuentos. Además de exaltar la ciudad de Barranquilla en la que suceden, según ella misma, todos los cuentos. Enseguida de las palabras de esta suerte de padrino que afirma la obra, aparece una palabra bastante rara en nuestra época, cuya significación nos remite al teatro español: introito. Allí, la autora se refiere a la colección de cuentos. Este texto pareciera ser una suerte de excusa hacía al lector que hasta el momento reconoce su rostro y la voz de un mentor. Olga Salcedo señala: “estos cuentos (...) no ostentan galas para lograr triunfos ni retoques para merecer laureles” (p.1). Aparenta una humildad con la que toma distancia de su valor artístico, como si desconociera aquel trabajo arduo de escritura de un género de aparente iniciación, que se convertiría en insignia por parte de los escritores de América Latina en años posteriores. Es sin embargo, enfática en su modestia:
“La muestro en la forma sencilla del campesino que muestra su cosecha. Nada más.
Apenas soy una aficionada” (p 2)
Olga Salcedo tenía una formación en los periodos clásicos de la literatura. Pensar sus cuentos desde un arraigo costumbrista como los escritores decimonónicos significa negar de cierta forma la originalidad de su prosa y los cambios que acarreaba el siglo XX. Sería válido pensarlos más bien a la manera del Llano en llamas de Juan Rulfo, cuyo contenido explora la vida de personajes que no tienen redención y cuyos espacios configuran la marginación y la pobreza de aquel siglo que prometía desarrollo, pero cuya miseria absorbía a los más desvalidos. Son notables los dibujos con los que abre cada cuento. Su autor es Alfonso Melo.
Cada cuento refleja esa “realidad” en la que viven estos personajes. La intertextualidad con otros autores está presente. como ella afirma: “Han intervenido en mi formación espiritual como Valencia, Barba Jacob, Amaya González” (Revista Sábado).
Los paratextos que se han mencionado a lo largo de la lectura de este libro continúan brindándonos pistas sobre esta obra. La mayoría de los cuentos contiene dedicatorias, entre ellas, a personajes como Luis Eduardo Nieto Caballero, periodista y diplomático colombiano, Carlos Martínez Aparicio, el escritor, Benigno Acosta Polo, entre otros.
Así, esta colección posee una serie de elementos que nos desvelan su época, como todos estos hombres que la acompañaron en su escritura, quienes intervinieron o inspiraron la obra, los dibujos, el cuidado de la edición y la antesala a la que participamos cuando encontramos un libro de este calibre no son asuntos menores. Aunque su autora aminora su importancia calificándose de aficionada, sus textos poseen elementos de gran relevancia. Su libro es un artefacto que servirá a futuras investigaciones sobre este género y sus escritoras.
Se han cerrado los caminos
Su novela Se han cerrado los caminos, como se mencionó anteriormente, tuvo un tiraje de 5.000 ejemplares que se difundió en su ciudad natal. Se encuentra un único ejemplar en la Biblioteca Luis Ángel Arango de Manizales. Es una novela de 269 páginas y se divide en 22 capítulos breves. Se podría decir  que están concebidos como una suerte de minicuentos. Es curiosa una separación que existe casi en medio de la novela en la que se marca un cambio de tiempo. Una página entera lo anuncia: “DIEZ AÑOS DESPUÉS”. 
Se han cerrado los caminos, es la historia de una familia burguesa. Las mujeres de la casa, (su tía, su abuela) interpelan a la niña que quiere aprender de la mano de su padre. El primer capítulo ocupa varias páginas en la descripción de su morada, llamada “Los Pinos”:
“Fue una hermosa casa, quinta solariega, edificada en un altozano y encorvada entre el follaje y el cielo siempre azul del litoral Atlántico. Una vieja casa de dos pisos, propiedad de mi bisabuelo paterno don Lorenzo Arevalo y Arce. Amplia y aireada, con techos muy altos, paredes enjabelgadas, puertas y ventanas en color azul plomo. Por el frente y los costados la ceñía una espaciosa galería, con arcos sostenidos en columnas artesonadas” (p. 13)

## Libros
En las penumbras del alma. Editorial Arte (1946)
Se han cerrado los caminos. Librerías Unidas Editores (1953)